# غراب (سفينة)

جزء من أطلس مِلَّر ، يُظهر لوحًا وسفينة داو وسفينة غُرابة العثمانية من بحر العرب

الغُرابَ هو نوع من السفن التجارية والحربية من أرخبيل نُسنطرة. كانت السفينة نتيجة لتأثيرات البحر الأبيض المتوسط في المنطقة وخاصة من قبل العرب والفرس والعثمانيين. يفضل الملايو استخدام السفن الطويلة المشابهة للقوادس في أسطولهم البحري، مثل لنكران والغُرابة وغالي . هذا مختلف تمامًا عن الجاويون الذين يفضلون السفن المستديرة بعيدة المدى والعميقة. والسبب في هذا الاختلاف هو أن الملايو كانوا يشغلون سفنهم في مياه الأنهار ومنطقة المضائق المحمية وبيئة الأرخبيل بيد أن الجاويون نشطوا في عرض البحر وفي أعالي البحار في الغالب.:270–277, 290–291, 296–301 :148, 155